# 남수단 축구 국가대표팀
남수단 축구 국가대표팀(영어: South Sudan national football team)은 남수단을 대표하는 축구 국가대표팀으로 남수단 축구 협회에서 관리한다. 2012년 2월 10일 아프리카 축구 연맹은 남수단 축구 국가대표팀의 가입을 승인하였고 같은 해 5월 25일 국제 축구 연맹도 남수단의 가입을 정식 승인하였다. 그리고 가입한 지 2개월 후인 7월 11일 세카파컵 최다 우승국인 우간다와의 친선 경기를 통해 국제 A매치 공식 첫 경기를 치렀으며 홈 구장은 주마 국립경기장을 사용하고 있다.

## 국제 대회 경력

### FIFA 월드컵
2018년 FIFA 월드컵 아프리카 지역 예선을 통해 월드컵 지역 예선에 첫 발을 디딘 후 현재까지 통산 4경기에서 2무 2패를 기록 중이다.

### 아프리카 네이션스컵
2015년 아프리카 네이션스컵 예선에서 사상 첫 국제 대회 데뷔전을 치렀고 2017년 아프리카 네이션스컵 예선 C조 2차전 홈 경기에서 전 대회 4강팀인 적도 기니를 1-0으로 누르고 역사상 국제 경기이자 국제 대회 첫 승을 올렸다. 그리고 같은 최약체팀인 지부티와의 2019년 아프리카 네이션스컵 예선 예비라운드 2차전에서 무려 6-0의 대승을 거두면서 예선 조별리그에 진출했고 이 경기는 남수단이 최다 점수차로 승리한 국제 경기로 기록되었다.

## 기타 국제 대회 경력
세카파컵에는 4번 출전하여 그 중 2015년 대회에서 2승 2무로 8강에 이름을 올리면서 사상 첫 국제 대회 토너먼트 진출에 성공했고 또한 모든 국제 대회를 통틀어 가장 좋은 성적을 남겼다.

## FIFA 월드컵 (본선)
| 년도   | 결과          | 순위          | 경기          | 승            | 무*           | 패            | 득점          | 실점          | 승점          |
| ------ | ------------- | ------------- | ------------- | ------------- | ------------- | ------------- | ------------- | ------------- | ------------- |
| 1930년 | 수단으로 참가 | 수단으로 참가 | 수단으로 참가 | 수단으로 참가 | 수단으로 참가 | 수단으로 참가 | 수단으로 참가 | 수단으로 참가 | 수단으로 참가 |
| 1934년 | 수단으로 참가 | 수단으로 참가 | 수단으로 참가 | 수단으로 참가 | 수단으로 참가 | 수단으로 참가 | 수단으로 참가 | 수단으로 참가 | 수단으로 참가 |
| 1938년 | 수단으로 참가 | 수단으로 참가 | 수단으로 참가 | 수단으로 참가 | 수단으로 참가 | 수단으로 참가 | 수단으로 참가 | 수단으로 참가 | 수단으로 참가 |
| 1950년 | 수단으로 참가 | 수단으로 참가 | 수단으로 참가 | 수단으로 참가 | 수단으로 참가 | 수단으로 참가 | 수단으로 참가 | 수단으로 참가 | 수단으로 참가 |
| 1954년 | 수단으로 참가 | 수단으로 참가 | 수단으로 참가 | 수단으로 참가 | 수단으로 참가 | 수단으로 참가 | 수단으로 참가 | 수단으로 참가 | 수단으로 참가 |
| 1958년 | 수단으로 참가 | 수단으로 참가 | 수단으로 참가 | 수단으로 참가 | 수단으로 참가 | 수단으로 참가 | 수단으로 참가 | 수단으로 참가 | 수단으로 참가 |
| 1962년 | 수단으로 참가 | 수단으로 참가 | 수단으로 참가 | 수단으로 참가 | 수단으로 참가 | 수단으로 참가 | 수단으로 참가 | 수단으로 참가 | 수단으로 참가 |
| 1966년 | 수단으로 참가 | 수단으로 참가 | 수단으로 참가 | 수단으로 참가 | 수단으로 참가 | 수단으로 참가 | 수단으로 참가 | 수단으로 참가 | 수단으로 참가 |
| 1970년 | 수단으로 참가 | 수단으로 참가 | 수단으로 참가 | 수단으로 참가 | 수단으로 참가 | 수단으로 참가 | 수단으로 참가 | 수단으로 참가 | 수단으로 참가 |
| 1974년 | 수단으로 참가 | 수단으로 참가 | 수단으로 참가 | 수단으로 참가 | 수단으로 참가 | 수단으로 참가 | 수단으로 참가 | 수단으로 참가 | 수단으로 참가 |
| 1978년 | 수단으로 참가 | 수단으로 참가 | 수단으로 참가 | 수단으로 참가 | 수단으로 참가 | 수단으로 참가 | 수단으로 참가 | 수단으로 참가 | 수단으로 참가 |
| 1982년 | 수단으로 참가 | 수단으로 참가 | 수단으로 참가 | 수단으로 참가 | 수단으로 참가 | 수단으로 참가 | 수단으로 참가 | 수단으로 참가 | 수단으로 참가 |
| 1986년 | 수단으로 참가 | 수단으로 참가 | 수단으로 참가 | 수단으로 참가 | 수단으로 참가 | 수단으로 참가 | 수단으로 참가 | 수단으로 참가 | 수단으로 참가 |
| 1990년 | 수단으로 참가 | 수단으로 참가 | 수단으로 참가 | 수단으로 참가 | 수단으로 참가 | 수단으로 참가 | 수단으로 참가 | 수단으로 참가 | 수단으로 참가 |
| 1994년 | 수단으로 참가 | 수단으로 참가 | 수단으로 참가 | 수단으로 참가 | 수단으로 참가 | 수단으로 참가 | 수단으로 참가 | 수단으로 참가 | 수단으로 참가 |
| 1998년 | 수단으로 참가 | 수단으로 참가 | 수단으로 참가 | 수단으로 참가 | 수단으로 참가 | 수단으로 참가 | 수단으로 참가 | 수단으로 참가 | 수단으로 참가 |
| 2002년 | 수단으로 참가 | 수단으로 참가 | 수단으로 참가 | 수단으로 참가 | 수단으로 참가 | 수단으로 참가 | 수단으로 참가 | 수단으로 참가 | 수단으로 참가 |
| 2006년 | 수단으로 참가 | 수단으로 참가 | 수단으로 참가 | 수단으로 참가 | 수단으로 참가 | 수단으로 참가 | 수단으로 참가 | 수단으로 참가 | 수단으로 참가 |
| 2010년 | 수단으로 참가 | 수단으로 참가 | 수단으로 참가 | 수단으로 참가 | 수단으로 참가 | 수단으로 참가 | 수단으로 참가 | 수단으로 참가 | 수단으로 참가 |
| 2014년 | 비회원국      | 비회원국      | 비회원국      | 비회원국      | 비회원국      | 비회원국      | 비회원국      | 비회원국      | 비회원국      |
| 2018년 | 예선 탈락     | 예선 탈락     | 예선 탈락     | 예선 탈락     | 예선 탈락     | 예선 탈락     | 예선 탈락     | 예선 탈락     | 예선 탈락     |
| 2022년 | 예선 탈락     | 예선 탈락     | 예선 탈락     | 예선 탈락     | 예선 탈락     | 예선 탈락     | 예선 탈락     | 예선 탈락     | 예선 탈락     |
| 합계   |               |               |               |               |               |               |               |               |               |

## FIFA 월드컵 (예선)
| 1930년 | 수단으로 참가                                 | 수단으로 참가                                 | 수단으로 참가                                 | 수단으로 참가                                 | 수단으로 참가                                 | 수단으로 참가                                 | 수단으로 참가                                 |                                               |                                               |
| 1934년 | 수단으로 참가                                 | 수단으로 참가                                 | 수단으로 참가                                 | 수단으로 참가                                 | 수단으로 참가                                 | 수단으로 참가                                 | 수단으로 참가                                 |                                               |                                               |
| 1938년 | 수단으로 참가                                 | 수단으로 참가                                 | 수단으로 참가                                 | 수단으로 참가                                 | 수단으로 참가                                 | 수단으로 참가                                 | 수단으로 참가                                 |                                               |                                               |
| 1950년 | 수단으로 참가                                 | 수단으로 참가                                 | 수단으로 참가                                 | 수단으로 참가                                 | 수단으로 참가                                 | 수단으로 참가                                 | 수단으로 참가                                 |                                               |                                               |
| 1954년 | 수단으로 참가                                 | 수단으로 참가                                 | 수단으로 참가                                 | 수단으로 참가                                 | 수단으로 참가                                 | 수단으로 참가                                 | 수단으로 참가                                 |                                               |                                               |
| 1958년 | 수단으로 참가                                 | 수단으로 참가                                 | 수단으로 참가                                 | 수단으로 참가                                 | 수단으로 참가                                 | 수단으로 참가                                 | 수단으로 참가                                 |                                               |                                               |
| 1962년 | 수단으로 참가                                 | 수단으로 참가                                 | 수단으로 참가                                 | 수단으로 참가                                 | 수단으로 참가                                 | 수단으로 참가                                 | 수단으로 참가                                 |                                               |                                               |
| 1966년 | 수단으로 참가                                 | 수단으로 참가                                 | 수단으로 참가                                 | 수단으로 참가                                 | 수단으로 참가                                 | 수단으로 참가                                 | 수단으로 참가                                 |                                               |                                               |
| 1970년 | 수단으로 참가                                 | 수단으로 참가                                 | 수단으로 참가                                 | 수단으로 참가                                 | 수단으로 참가                                 | 수단으로 참가                                 | 수단으로 참가                                 |                                               |                                               |
| 1974년 | 수단으로 참가                                 | 수단으로 참가                                 | 수단으로 참가                                 | 수단으로 참가                                 | 수단으로 참가                                 | 수단으로 참가                                 | 수단으로 참가                                 |                                               |                                               |
| 1978년 | 수단으로 참가                                 | 수단으로 참가                                 | 수단으로 참가                                 | 수단으로 참가                                 | 수단으로 참가                                 | 수단으로 참가                                 | 수단으로 참가                                 |                                               |                                               |
| 1982년 | 수단으로 참가                                 | 수단으로 참가                                 | 수단으로 참가                                 | 수단으로 참가                                 | 수단으로 참가                                 | 수단으로 참가                                 | 수단으로 참가                                 |                                               |                                               |
| 1986년 | 수단으로 참가                                 | 수단으로 참가                                 | 수단으로 참가                                 | 수단으로 참가                                 | 수단으로 참가                                 | 수단으로 참가                                 | 수단으로 참가                                 |                                               |                                               |
| 1990년 | 수단으로 참가                                 | 수단으로 참가                                 | 수단으로 참가                                 | 수단으로 참가                                 | 수단으로 참가                                 | 수단으로 참가                                 | 수단으로 참가                                 |                                               |                                               |
| 1994년 | 수단으로 참가                                 | 수단으로 참가                                 | 수단으로 참가                                 | 수단으로 참가                                 | 수단으로 참가                                 | 수단으로 참가                                 | 수단으로 참가                                 |                                               |                                               |
| 1998년 | 수단으로 참가                                 | 수단으로 참가                                 | 수단으로 참가                                 | 수단으로 참가                                 | 수단으로 참가                                 | 수단으로 참가                                 | 수단으로 참가                                 |                                               |                                               |
| 2002년 | 수단으로 참가                                 | 수단으로 참가                                 | 수단으로 참가                                 | 수단으로 참가                                 | 수단으로 참가                                 | 수단으로 참가                                 | 수단으로 참가                                 |                                               |                                               |
| 2006년 | 수단으로 참가                                 | 수단으로 참가                                 | 수단으로 참가                                 | 수단으로 참가                                 | 수단으로 참가                                 | 수단으로 참가                                 | 수단으로 참가                                 |                                               |                                               |
| 2010년 | 수단으로 참가                                 | 수단으로 참가                                 | 수단으로 참가                                 | 수단으로 참가                                 | 수단으로 참가                                 | 수단으로 참가                                 | 수단으로 참가                                 |                                               |                                               |
| 2014년 | 비회원국                                      | 비회원국                                      | 비회원국                                      | 비회원국                                      | 비회원국                                      | 비회원국                                      | 비회원국                                      | 비회원국                                      | 비회원국                                      |
| 2018년 | 2                                             | 0                                             | 1                                             | 1                                             | 1                                             | 5                                             | 1                                             |                                               |                                               |
| 2022년 | 2                                             | 0                                             | 1                                             | 1                                             | 1                                             | 2                                             | 1                                             |                                               |                                               |
| 합계   | 4                                             | 0                                             | 2                                             | 2                                             | 2                                             | 7                                             | 2                                             |                                               |                                               |
| 순위   | 월드컵 예선 승점 순위 : 210위 (아프리카 54위) | 월드컵 예선 승점 순위 : 210위 (아프리카 54위) | 월드컵 예선 승점 순위 : 210위 (아프리카 54위) | 월드컵 예선 승점 순위 : 210위 (아프리카 54위) | 월드컵 예선 승점 순위 : 210위 (아프리카 54위) | 월드컵 예선 승점 순위 : 210위 (아프리카 54위) | 월드컵 예선 승점 순위 : 210위 (아프리카 54위) | 월드컵 예선 승점 순위 : 210위 (아프리카 54위) | 월드컵 예선 승점 순위 : 210위 (아프리카 54위) |

## 아프리카 네이션스컵
- 1978년 ~ 2010년 - 독립 이전 (수단의 지배)
- 2012년 - 없음[3]
- 2013년 - 비회원국
- 2015년 ~ 2021년 - 예선 탈락

### 아프리카 네이션스컵 (예선)
| 아프리카 네이션스컵 예선 기록 | 아프리카 네이션스컵 예선 기록 | 아프리카 네이션스컵 예선 기록 | 아프리카 네이션스컵 예선 기록 | 아프리카 네이션스컵 예선 기록 | 아프리카 네이션스컵 예선 기록 | 아프리카 네이션스컵 예선 기록 | 아프리카 네이션스컵 예선 기록 |
| 년도                          | 경기                          | 승                            | 무*                           | 패                            | 득점                          | 실점                          | 승점                          |
| ----------------------------- | ----------------------------- | ----------------------------- | ----------------------------- | ----------------------------- | ----------------------------- | ----------------------------- | ----------------------------- |
| 1957년                        | 독립 이전 (수단의 지배)       | 독립 이전 (수단의 지배)       | 독립 이전 (수단의 지배)       | 독립 이전 (수단의 지배)       | 독립 이전 (수단의 지배)       | 독립 이전 (수단의 지배)       | 독립 이전 (수단의 지배)       |
| 1959년                        | 독립 이전 (수단의 지배)       | 독립 이전 (수단의 지배)       | 독립 이전 (수단의 지배)       | 독립 이전 (수단의 지배)       | 독립 이전 (수단의 지배)       | 독립 이전 (수단의 지배)       | 독립 이전 (수단의 지배)       |
| 1962년                        | 독립 이전 (수단의 지배)       | 독립 이전 (수단의 지배)       | 독립 이전 (수단의 지배)       | 독립 이전 (수단의 지배)       | 독립 이전 (수단의 지배)       | 독립 이전 (수단의 지배)       | 독립 이전 (수단의 지배)       |
| 1963년                        | 독립 이전 (수단의 지배)       | 독립 이전 (수단의 지배)       | 독립 이전 (수단의 지배)       | 독립 이전 (수단의 지배)       | 독립 이전 (수단의 지배)       | 독립 이전 (수단의 지배)       | 독립 이전 (수단의 지배)       |
| 1965년                        | 독립 이전 (수단의 지배)       | 독립 이전 (수단의 지배)       | 독립 이전 (수단의 지배)       | 독립 이전 (수단의 지배)       | 독립 이전 (수단의 지배)       | 독립 이전 (수단의 지배)       | 독립 이전 (수단의 지배)       |
| 1968년                        | 독립 이전 (수단의 지배)       | 독립 이전 (수단의 지배)       | 독립 이전 (수단의 지배)       | 독립 이전 (수단의 지배)       | 독립 이전 (수단의 지배)       | 독립 이전 (수단의 지배)       | 독립 이전 (수단의 지배)       |
| 1970년                        | 독립 이전 (수단의 지배)       | 독립 이전 (수단의 지배)       | 독립 이전 (수단의 지배)       | 독립 이전 (수단의 지배)       | 독립 이전 (수단의 지배)       | 독립 이전 (수단의 지배)       | 독립 이전 (수단의 지배)       |
| 1972년                        | 독립 이전 (수단의 지배)       | 독립 이전 (수단의 지배)       | 독립 이전 (수단의 지배)       | 독립 이전 (수단의 지배)       | 독립 이전 (수단의 지배)       | 독립 이전 (수단의 지배)       | 독립 이전 (수단의 지배)       |
| 1974년                        | 독립 이전 (수단의 지배)       | 독립 이전 (수단의 지배)       | 독립 이전 (수단의 지배)       | 독립 이전 (수단의 지배)       | 독립 이전 (수단의 지배)       | 독립 이전 (수단의 지배)       | 독립 이전 (수단의 지배)       |
| 1976년                        | 독립 이전 (수단의 지배)       | 독립 이전 (수단의 지배)       | 독립 이전 (수단의 지배)       | 독립 이전 (수단의 지배)       | 독립 이전 (수단의 지배)       | 독립 이전 (수단의 지배)       | 독립 이전 (수단의 지배)       |
| 1978년                        | 독립 이전 (수단의 지배)       | 독립 이전 (수단의 지배)       | 독립 이전 (수단의 지배)       | 독립 이전 (수단의 지배)       | 독립 이전 (수단의 지배)       | 독립 이전 (수단의 지배)       | 독립 이전 (수단의 지배)       |
| 1980년                        | 독립 이전 (수단의 지배)       | 독립 이전 (수단의 지배)       | 독립 이전 (수단의 지배)       | 독립 이전 (수단의 지배)       | 독립 이전 (수단의 지배)       | 독립 이전 (수단의 지배)       | 독립 이전 (수단의 지배)       |
| 1982년                        | 독립 이전 (수단의 지배)       | 독립 이전 (수단의 지배)       | 독립 이전 (수단의 지배)       | 독립 이전 (수단의 지배)       | 독립 이전 (수단의 지배)       | 독립 이전 (수단의 지배)       | 독립 이전 (수단의 지배)       |
| 1984년                        | 독립 이전 (수단의 지배)       | 독립 이전 (수단의 지배)       | 독립 이전 (수단의 지배)       | 독립 이전 (수단의 지배)       | 독립 이전 (수단의 지배)       | 독립 이전 (수단의 지배)       | 독립 이전 (수단의 지배)       |
| 1986년                        | 독립 이전 (수단의 지배)       | 독립 이전 (수단의 지배)       | 독립 이전 (수단의 지배)       | 독립 이전 (수단의 지배)       | 독립 이전 (수단의 지배)       | 독립 이전 (수단의 지배)       | 독립 이전 (수단의 지배)       |
| 1988년                        | 독립 이전 (수단의 지배)       | 독립 이전 (수단의 지배)       | 독립 이전 (수단의 지배)       | 독립 이전 (수단의 지배)       | 독립 이전 (수단의 지배)       | 독립 이전 (수단의 지배)       | 독립 이전 (수단의 지배)       |
| 1990년                        | 독립 이전 (수단의 지배)       | 독립 이전 (수단의 지배)       | 독립 이전 (수단의 지배)       | 독립 이전 (수단의 지배)       | 독립 이전 (수단의 지배)       | 독립 이전 (수단의 지배)       | 독립 이전 (수단의 지배)       |
| 1992년                        | 독립 이전 (수단의 지배)       | 독립 이전 (수단의 지배)       | 독립 이전 (수단의 지배)       | 독립 이전 (수단의 지배)       | 독립 이전 (수단의 지배)       | 독립 이전 (수단의 지배)       | 독립 이전 (수단의 지배)       |
| 1994년                        | 독립 이전 (수단의 지배)       | 독립 이전 (수단의 지배)       | 독립 이전 (수단의 지배)       | 독립 이전 (수단의 지배)       | 독립 이전 (수단의 지배)       | 독립 이전 (수단의 지배)       | 독립 이전 (수단의 지배)       |
| 1996년                        | 독립 이전 (수단의 지배)       | 독립 이전 (수단의 지배)       | 독립 이전 (수단의 지배)       | 독립 이전 (수단의 지배)       | 독립 이전 (수단의 지배)       | 독립 이전 (수단의 지배)       | 독립 이전 (수단의 지배)       |
| 1998년                        | 독립 이전 (수단의 지배)       | 독립 이전 (수단의 지배)       | 독립 이전 (수단의 지배)       | 독립 이전 (수단의 지배)       | 독립 이전 (수단의 지배)       | 독립 이전 (수단의 지배)       | 독립 이전 (수단의 지배)       |
| 2000년                        | 독립 이전 (수단의 지배)       | 독립 이전 (수단의 지배)       | 독립 이전 (수단의 지배)       | 독립 이전 (수단의 지배)       | 독립 이전 (수단의 지배)       | 독립 이전 (수단의 지배)       | 독립 이전 (수단의 지배)       |
| 2002년                        | 독립 이전 (수단의 지배)       | 독립 이전 (수단의 지배)       | 독립 이전 (수단의 지배)       | 독립 이전 (수단의 지배)       | 독립 이전 (수단의 지배)       | 독립 이전 (수단의 지배)       | 독립 이전 (수단의 지배)       |
| 2004년                        | 독립 이전 (수단의 지배)       | 독립 이전 (수단의 지배)       | 독립 이전 (수단의 지배)       | 독립 이전 (수단의 지배)       | 독립 이전 (수단의 지배)       | 독립 이전 (수단의 지배)       | 독립 이전 (수단의 지배)       |
| 2006년                        | 독립 이전 (수단의 지배)       | 독립 이전 (수단의 지배)       | 독립 이전 (수단의 지배)       | 독립 이전 (수단의 지배)       | 독립 이전 (수단의 지배)       | 독립 이전 (수단의 지배)       | 독립 이전 (수단의 지배)       |
| 2008년                        | 독립 이전 (수단의 지배)       | 독립 이전 (수단의 지배)       | 독립 이전 (수단의 지배)       | 독립 이전 (수단의 지배)       | 독립 이전 (수단의 지배)       | 독립 이전 (수단의 지배)       | 독립 이전 (수단의 지배)       |
| 2010년                        | 독립 이전 (수단의 지배)       | 독립 이전 (수단의 지배)       | 독립 이전 (수단의 지배)       | 독립 이전 (수단의 지배)       | 독립 이전 (수단의 지배)       | 독립 이전 (수단의 지배)       | 독립 이전 (수단의 지배)       |
| 2012년                        | 없음                          | 없음                          | 없음                          | 없음                          | 없음                          | 없음                          | 없음                          |
| 2013년                        | 비회원국                      | 비회원국                      | 비회원국                      | 비회원국                      | 비회원국                      | 비회원국                      | 비회원국                      |
| 2015년                        | 2                             | 0                             | 1                             | 1                             | 0                             | 5                             | 1                             |
| 2017년                        | 6                             | 1                             | 0                             | 5                             | 3                             | 15                            | 3                             |
| 2019년                        | 8                             | 1                             | 0                             | 7                             | 8                             | 20                            | 3                             |
| 2021년                        | 6                             | 1                             | 0                             | 5                             | 2                             | 6                             | 3                             |
| 합계                          | 22                            | 3                             | 1                             | 18                            | 13                            | 46                            | 10                            |

## 주목할 선수
- 줌마 제나로
- 제임스 모가
- 리처드 저스틴 라도
- 애터 토머스
- 로이 굴와크
- 캐미스 마틴
- 도미닉 아부이 프레티노
- 리언 우소 캐미스
- 피터 콜
- 마틴 도미닉(k4리그)

## 최근 경기
| 승리 | 무승부 | 패배 |

| 경기일자         | 경기장소 | 상대팀     | 결과   | 남수단 득점 선수          | 대회                                |
| ---------------- | -------- | ---------- | ------ | ------------------------- | ----------------------------------- |
| 2011년 7월 10일  | 주바     | 터스커 FC  | 1 - 3  | 제임스 모가               | 친선 경기                           |
| 2011년 8월 3일   | 주바     | SC 빌라    | 1 - 1  | 앤드리안 말양             | 친선 경기                           |
| 2012년 7월 10일  | 주바     | 우간다     | 2 - 2  | 리처드 저스틴 제임스 모가 | 친선 경기                           |
| 2012년 12월 24일 | 캄팔라   | 에티오피아 | 0 - 1  |                           | 2012년 CECAFA컵                     |
| 2012년 12월 27일 | 캄팔라   | 케냐       | 0 - 2  |                           | 2012년 CECAFA컵                     |
| 2012년 12월 30일 | 캄팔라   | 우간다     | 0 - 4  |                           | 2012년 CECAFA컵                     |
| 2013년 11월 27일 | 나이로비 | 잔지바르   | 1 - 2  | 파비아노 라코             | 2013년 CECAFA컵                     |
| 2013년 11월 30일 | 나이로비 | 케냐       | 1 - 3  | 리차드 라도               | 2013년 CECAFA컵                     |
| 2013년 12월 3일  | 나이로비 | 에티오피아 | 0 - 2  |                           | 2013년 CECAFA컵                     |
| 2014년 4월 11일  | 아스마라 | 에리트레아 | 부전승 |                           | 2015년 아프리카 네이션스컵 1차 예선 |
| 2014년 4월 19일  | 하르툼   | 에리트레아 | 부전승 |                           | 2015년 아프리카 네이션스컵 1차 예선 |
| 2014년 5월 18일  | 마푸투   | 모잠비크   | 0 - 5  |                           | 2015년 아프리카 네이션스컵 2차 예선 |
| 2014년 5월 30일  | 하르툼   | 모잠비크   | 0 - 0  |                           | 2015년 아프리카 네이션스컵 2차 예선 |
| 2015년 7월 13일  | 바마코   | 말리       | 0 - 2  |                           | 2017년 아프리카 네이션스컵 예선     |
| 2015년 9월 15일  | 주바     | 적도 기니  | 1 - 0  | 아탁 루알                 | 2017년 아프리카 네이션스컵 예선     |